# Stenocryptis punctata
Stenocryptis punctata là một loài bướm đêm trong họ Noctuidae.